# Danmarks gränsförändringar
Detta är en översikt över Danmarks gränsförändringar genom historien, räknat från den Estridska ättens (även Ylvingaätten) trontillträde 1047 med Sven Estridsson (ca 1020–1074).

## Sønderjylland/Slesvig(tyskaSchleswig)

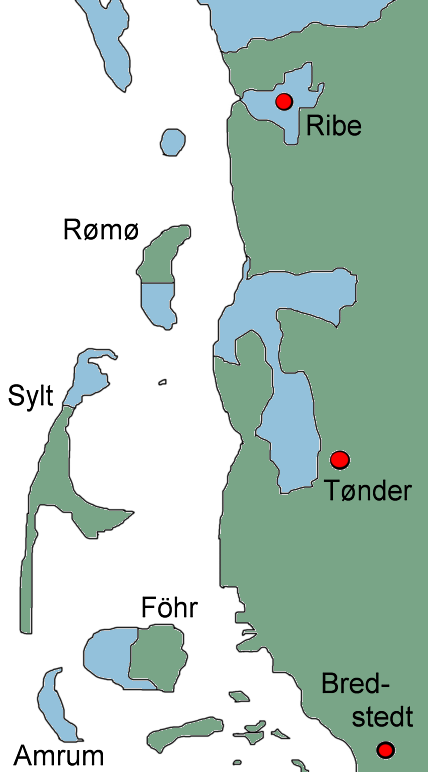
De så kallade kongerigske enklaver i Slesvig markerade i blått.

- 814 erkände den frankiske kejsaren Karl den store (742–814) floden Eider (danska Ejderen) som Danmarks sydgräns.
- Befästningsverket Dannevirke (danska Danevirke) sträcker sig från fjorden Schlei (danska Slien) i öster till floderna Eider, Treene (danska Trenen) och Rheider au (danska Rejde å) i väster. Den östliga delen står i förbindelse med försvarsvallen kring Hedeby.
- Eckernförde (danska Egernførde) i Sydslesvig pantsattes 1325 av Valdemar III (ca 1314–1364) till greve Johan III av Holstein-Kiel (ca 1297–1359).
- Området mellan Schlei och Eider i Sydslesvig pantsattes 1325 till Johan III av Holstein.
- Ön Fehmarn (danska Femern) i Sydslesvig förlänades 1326 till Johan III av Holstein. 1358 återerövrades ön av Valdemar Atterdag (troligen 1321–1375). 1359 återtogs Femahrn av Johan III som dock dog samma år och ön återgick till Danmark.
- 1340 bytte Gerhard III av Holstein-Rendsburg (ca 1292–1340) och Valdemar III Nørrejylland och Sønderjylland med varandra (förlikningen i Lübeck), men Gerhard avled samma år.
- Från 1340 återtogs bit för bit av tidigare pantsatta och förlänade områden av Valdemar Atterdag.
- Sønderjylland intogs 1376 av grevskapet Holstein. Området förlänades 1386 av Drottning Margareta (1353–1412) till greve Gerhard VI av Holstein (tidigast 1367–1404) som ärftligt län. Området blev då varaktigt hertigdömet Slesvig och stod därefter till 1864 i olika unionsförhållanden till Danmark.
- I sina försök att åter knyta Slesvig närmare till Danmark, förvärvade Margareta ett antal gods, de så kallade kongerigske enklaver (tyska königliche enklaven): Staden Ribe med omland; Frøs härad; Hvidings härad; Tønder, Højer og Lø härad (med Ballums socken med södra hälften av Rømø; orten Møgeltønder (tyska Mögeltondern); staden Tønder (tyska Tondern); Trøjborgs slott (tyska Troiburg) samt motsvarande Højers kommun (tyska Hoyer)), allt i Nordslesvig; samt orten List på norra delen av ön Sylt; västra delen av ön Föhr (danska Før) och ön Amrum i Sydslesvig.
- Vid freden i Wien 1864 efter Dansk-tyska kriget skiftades de kongerigske enklaver mot Ribe härad, Nørre Tyrstrups härad och Ærø.
- Efter folkomröstningen om Slesvig 1920 återförenades resten av Nordslesvig med Danmark.

## Göta älvsutlopp iKattegatt
- Danmarks nordliga gräns mot Norge. Från 1000-talet till 1200-talet utgjorde olika platser längs älvens sydvästra sträckning mötesplats för de tre nordiska kungadömena, främst Gullbergs hed i nuvarande Göteborg.
- Det äldsta daterade mötet ägde rum 1042 mellan Magnus den gode (ca 1024 - 1047) och Sven Estridsson, som då fortfarande var hövding i Skåne.
- Utlanden i Västergötland intogs av Sverige omkring 1250-talet.

## Halland, Skåne ochBlekinge(ävenSkåneland)
Den första bevarade  beskrivningen av gränsen mellan Sverige och Danmark är landamäri finns återgiven i Äldre Västgötalagen från 1280-talet. Där räknas sex gränsstenar från 1050-talet upp: Suntru å, Danabäck, Kinna sten, Vraksnäs, Vita sten och Brömse sten. Andra förteckningar som i kung Valdemars jordebok och 1554/1555 års gränslistor har visat en alltmer detaljerad gränsdragning, men inte att några landområden avsiktligt bytt tillhörighet utöver de fall som listas nedan:
- Norra Halland (danska Nørrehalland): 1287 sökte greve Jacob Nielsen (död ca 1310) beskydd av Norges kung Håkon Magnusson (1270-1319).
- Norra Halland återerövrades 1366 av Valdemar Atterdag.
- Södra Halland (danska Sønderhalland) med Bjäre och Norra Åsbo härader i Skåne: Från att den danske hertigen Knud Porse dog 1330 innehades Södra Halland av hans maka, den svensk-norska prinsessan och hertiginnan Ingeborg Håkansdotter (1301 - ca 1360), som förmyndare för sönerna Håkan och Knut Porse (döda 1350). I ett överlåtselsebrev 1343 (freden i Varberg) till Sveriges kung Magnus Eriksson (1316-1374) erkände Valdemar Atterdag att Södra Halland skulle lyda under Sverige.
- Södra Halland återerövrades 1360.
- Skåne med Ven i Öresund och Blekinge pantsattes 1329 av Kristofer II (1276–1332) till Johan III av Holstein (död 1359). 1332 köptes panten av Magnus Eriksson. I överlåtelsebrevet från 1343 (freden i Varberg) erkändes även Skåne och Blekinge som svenska.
- Skåne och Blekinge återerövrades 1360 av Valdemar Atterdag.
- 1370 fick Hansan kontroll över slott och städer på Skånes kust på 15 år (freden i Stralsund).
- Halland tillföll Sverige på 30 år 1645 (freden i Brömsebro). 1658 tillföll Halland Sverige för gott (freden i Roskilde).
- Skåne och Blekinge tillföll Sverige 1658 (freden i Roskilde).

## Bornholm
- Bornholm i Östersjön blev från 1320 besittning för Ärkestiftet i Lund och berördes därmed inte av panterna till de holsteinska grevarna. Från 1360 återtog Valdemar Atterdag kontrollen.
- Bornholm var under 1645 ockuperat av Sverige (Torstensons krig).
- Bornholm tillföll Sverige 1658 (freden i Roskilde) – 1660 (freden i Köpenhamn).

## Öarna öster omStora Bält
- Lolland och Falster pantsattes 1326 av Valdemar III till Johan III av Holstein.
- Själland pantsattes 1329 av Kristofer II till Johan III av Holstein.
- Kalundborg och Vordingborg på Själland ingick i Knud Porses halländska hertigdöme och stod 1330-1343 (freden i Varberg) under Ingeborg Håkansdotters kontroll.
- Köpenhamn på Själland var 1332–1343 (freden i Varberg) Magnus Erikssons pantlän.
- 1332 delades Danmark med Stora Bält som gräns mellan Gerhard III av Holstein och Johan III av Holstein.
- Från 1340 återtogs bit för bit av de tidigare pantsatta och förlänade områdena av Valdemar Atterdag.

## Öarna väster om Stora Bält
- Fyn pantsattes 1317 på tre år av Erik Menved (1274–1319) till grevarna Gerhard III och Johan III av Holstein.
- Fyn förlänades 1330 av Kristofer II till greve Gerhard III av Holstein i utbyte mot Sønderjylland (freden i Kiel).
- Samsø i Kattegatt ingick i Knud Porses halländska hertigdöme och stod 1330-1343 (freden i Varberg) under Ingeborg Håkansdotters kontroll.
- 1332 delades Danmark med Stora Bält som gräns mellan Gerhard III av Holstein och Johan III av Holstein. 1340 blev Valdemar Atterdag vald till kung i Gerhard III:s tidigare områden.

## Nørrejylland
- Nørrejylland blev 1332 pantlän åt Gerhard III av Holstein. 1340 blev Valdemar Atterdag vald till kung i Gerhard III:s tidigare områden.
- Anholt i Kattegatt: Enligt omdiskuterade uppgifter ingick Anholt i Halland vid freden i Brömsebro 1645. Sverige övertog aldrig ön.

## Gotland
- 1361 erövrade Valdemar Atterdag Gotland.
- 1645 tillföll Gotland Sverige (freden i Brömsebro).

## Norge (Huvudartikel:Norges gränsförändringar)
- Efter Kalmarunionens upplösning 1524 (Malmö recess) blev Norge 1536 en dansk provins, för att 1660 åter bli ett rike i personalunion med Danmark.

## FäröarnaochGrönland
- 1948 fick Färöarna hjemmestyre och blev därmed en likställd men självstyrande del av Danmark.
- 1979 fick också Grönland hjemmestyre och blev en likställd men självstyrande del av Danmark.